# 92e régiment d'infanterie (France)
Pour les articles homonymes, voir 92e régiment.
Le 92e régiment d'infanterie (92e RI) est un régiment d'infanterie de l'Armée de terre française. Créé à la Révolution à partir du régiment de Walsh irlandais, un régiment français d'Ancien Régime, il est également l'héritier des traditions du 17e régiment d'infanterie légère à la suite de la réorganisation de 1854.

## Création et différentes dénominations
Le 92e régiment d’infanterie a la particularité, comme tous les régiments d’infanterie portant un numéro entre le 76e et le 99e, d’être l'héritier des traditions de deux régiments : le 92e régiment d'infanterie de ligne, et le 17e régiment d'infanterie légère.
- 1er janvier 1791 : à la Révolution, tous les régiments prennent un nom composé du nom de leur arme avec un numéro d'ordre donné selon leur ancienneté. Le régiment de Walsh devient le 92e régiment d'infanterie de ligne ;
- Février 1794 : amalgamé, il prend le nom de 92e demi-brigade de première formation
- 5 avril 1796 : reformé en tant que 92e demi-brigade de deuxième formation
- 24 septembre 1803 : réorganisé et renommé 92e régiment d'infanterie;
- 16 juillet 1815 : comme l'ensemble de l'armée napoléonienne, il est licencié à la Seconde Restauration.
- 1820 : lors de la réorganisation des corps d'infanterie français en 1820, le 92e régiment d'infanterie de ligne n'est pas créé et le no 92 disparait jusqu'en 1854.
- En 1854, l'infanterie légère est transformée, et ses régiments sont convertis en unités d'infanterie de ligne, prenant les numéros de 76 à 100. Le 17e régiment d'infanterie légère prend le nom de 92e régiment d'infanterie de ligne.
- 1882 : renommé 92e régiment d’infanterie ;
- 1914 : met sur pied son régiment de réserve, le 292e régiment d’infanterie

## Colonels/ Chefs de brigade

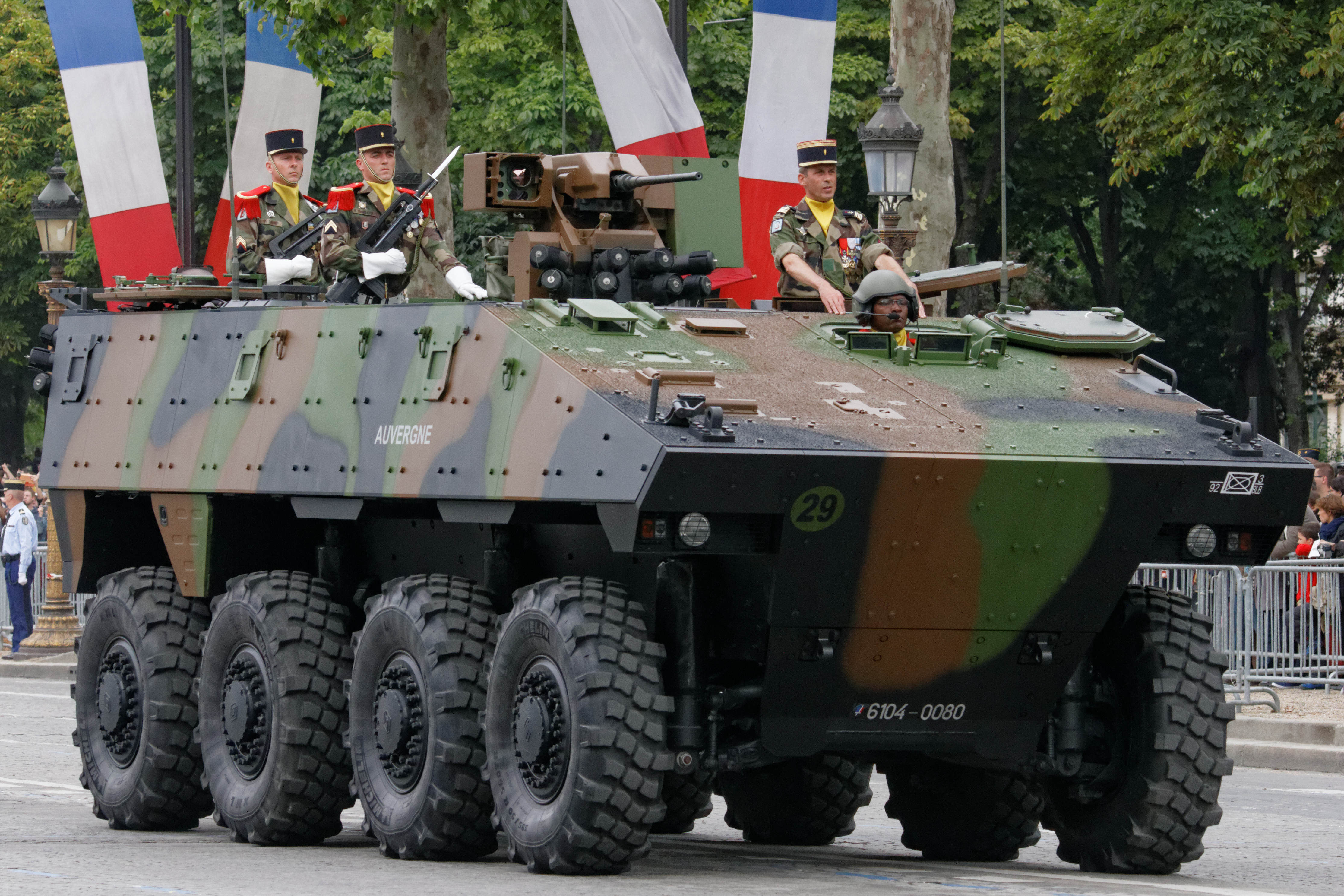
Colonel Nicolas Guisse à bord du VBCI VPC lors du défilé militaire du 14 juillet 2014.

- Colonels du 92e régiment d'infanterie :

1791 : Colonel Charles-Antoine-Augustin Walsh de Serrant
1792 : Colonel Jean O'Neill (*)
- Colonel de la 92e demi-brigade de bataille :

1794 : chef de brigade Michaud (?)
1794 : chef de brigade Joseph Antoine Marie Mainoni (**)
- Colonels de la 92e demi-brigade d'infanterie de ligne (Anjou) :

1796 : chef de Brigade Bruno Albert Joseph Duplouy
1802 : chef de Brigade Nicolas Gruardet
- Colonels du 92e régiment d'infanterie de ligne :

1803 : colonel Nicolas Gruardet (*)
1808 : colonel Thomas-Patrice Nagle (*)
1812 : colonel Laurent-Quentin Lanier
1813 : colonel Jean-Marie Tissot
 (*) Officiers qui deviendront par la suite généraux de brigade. 
- Colonels tués et blessés à la tête du 92e régiment d'infanterie de ligne pendant cette période :

Colonel Nagle : blessé le 16 avril 1809 puis le 6 juillet 1809
Colonel Lanier : blessé le 26 juillet 1812 
- Officiers tués et blessés au sein du 92e régiment d'infanterie de ligne pendant la période 1804-1815 :

Officiers tués : 24
Officiers morts de leurs blessures : 16
Officiers blessés : 146 
- 1855 à 1856 : Colonel de la Moussaye
- 1856 à 1863 : Colonel Soubiran Campaigno
- 1863 à 1866 : Colonel Berlier
- 1866 à 1868 : Colonel Turnier
- 1868 à 1869 : Colonel Chanzy
- 1869 à 1870 : Colonel Feillet Pilatrie
- 1870 à 1871 : Colonel Bardin
- 1871 à 1878 : Colonel Leclaire
- 1878 à 1883 : Colonel Prouvost
- 1883 à 1892 : Colonel Plaquette
- 1888 à 1892 : Colonel Cotton
- 1892 à 1897 : Colonel Marquis de Heilly
- 1897 à 1902 : Colonel Daudignac
- 1902 à 1906 : Colonel Carbillet
- 1906 à 1909 : Colonel Bollore
- 1909 à 1910 : Colonel Dubois
- 1910 à 1914 : Colonel de Gevigny
- 1914 à 1914 : Colonel Knoll
- 1914 à 1916 : Colonel Macker
- 1916 à 1918 : Colonel Lejeune
- 1918 à 1920 : Colonel d'Ollembourg
- 1920 à 1924 : Colonel Duchene
- 1924 à 1929 : Colonel Devincet
- 1929 à 1931 : Colonel Rapenne
- 1931 à 1933 : Colonel Roze de Ordons
- 1933 à 1935 : Colonel Barthel
- 1935 à 1937 : Colonel Blanc
- 1937 à 1939 : Colonel Campet
- 1939 à 1940 : Colonel Damidaux
- 1940 à 1942 : Colonel Armengaud
- 1942 à 1946 : Colonel Feuillat
- 1946 à 1946 : Lieutenant colonel Vidal
- 1946 à 1947 : Colonel Roy
- 1947 à 1948 : Chef de Bataillon Guerinet
- 1948 à 1949 : Chef de Bataillon Saut
- 1949 à 1951 : Colonel Berny
- 1951 à 1953 : Colonel Leguay
- 1953 à 1954 : Colonel Roussanne
- 1954 à 1955 : Colonel Meyer
- 1955 à 1957 : Lieutenant colonel Jacques de Buttet
- 1957 à 1958 : Lieutenant colonel Lallemand
- 1958 à 1961 : Lieutenant colonel des Touches
- 1961 à 1962 : Lieutenant colonel Boyer de la Bastie
- 1962 à 1962 : Lieutenant colonel Lacour
- 1962 à 1964 : Chef de bataillon Maurer
- 1964 à 1965 : Chef de bataillon Menuet
- 1965 à 1965 : Colonel Vincent
- 1965 à 1968 : colonel Benoist d'Azy
- 1968 à 1970 : Colonel Legall
- 1970 à 1972 : Colonel Betant
- 1972 à 1974 : Colonel Dauphin
- 1974 à 1976 : Colonel de Baillenx ****
- 1976 à 1978 : Colonel Bezou
- 1978 à 1980 : Colonel Jouslin de Noray
- 1980 à 1982 : Colonel Favreau ****
- 1982 à 1984 : Colonel Brosseau ****
- 1984 à 1986 : Colonel Fleury ****
- 1986 à 1988 : Colonel Mouratille
- 1988 à 1990 : Colonel Caussou
- 1990 à 1992 : Colonel Aumonier
- 1992 à 1994 : Colonel De Bouteiller *****
- 1994 à 1996 : Colonel Arnault
- 1996 à 1998 : Colonel Neyral de Puybusque ***
- 1998 à 2000 : Colonel Bernard
- 2000 à 2002 : Colonel Paccagnini ****
- 2002 à 2004 : Colonel Ancelin **
- 2004 à 2006 : Colonel de Lapasse ***
- 2006 à 2008 : Colonel Carneau
- 2008 à 2010 : Colonel Minjoulat-Rey
- 2010 à 2012 : Colonel Haberey **
- 2012 à 2014 : Colonel Bert
- 2014 à 2016 : Colonel Guisse
- 2016 à 2018 : Lieutenant-colonel Rosier
- 2018 à 2020 : Colonel Rémi Pellabeuf
- 2020 à 2022 : Colonel Martin Doithier
- 2022 à 2024 : Colonel Stéphane Talleu
- Depuis 2024 : Colonel Louis-Marie Levacher

- ** *** **** *****Chef de corps ayant été généraux

## Historique des garnisons, combats et batailles du92eRI

### Guerres de la Révolution et de l'Empire

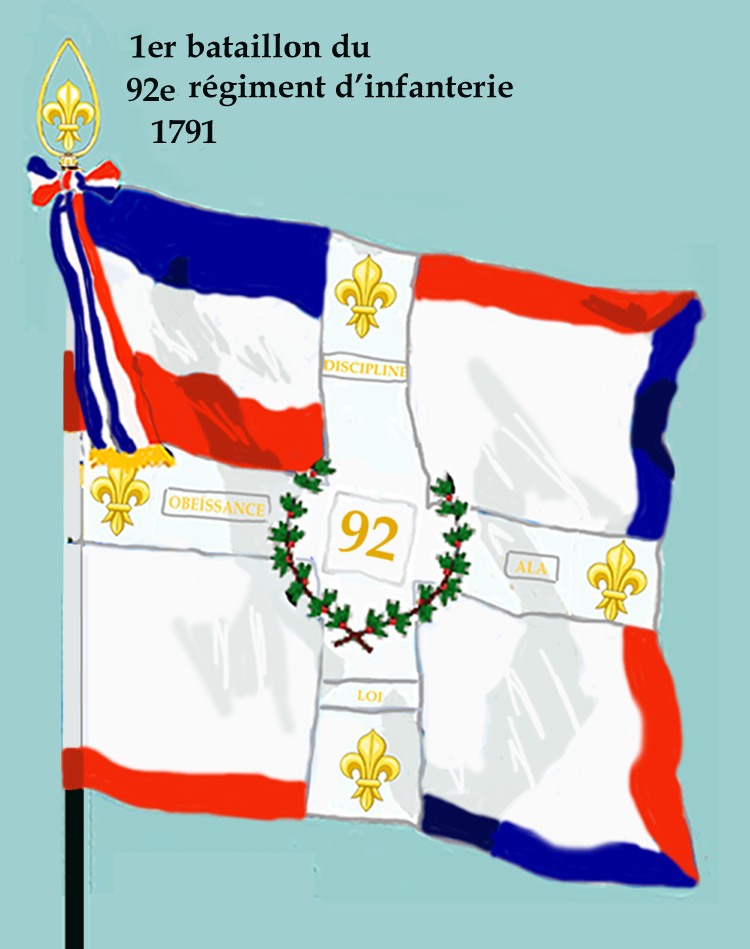
Drapeau du 1er bataillon du 92e régiment d'infanterie de ligne de 1791 à 1793
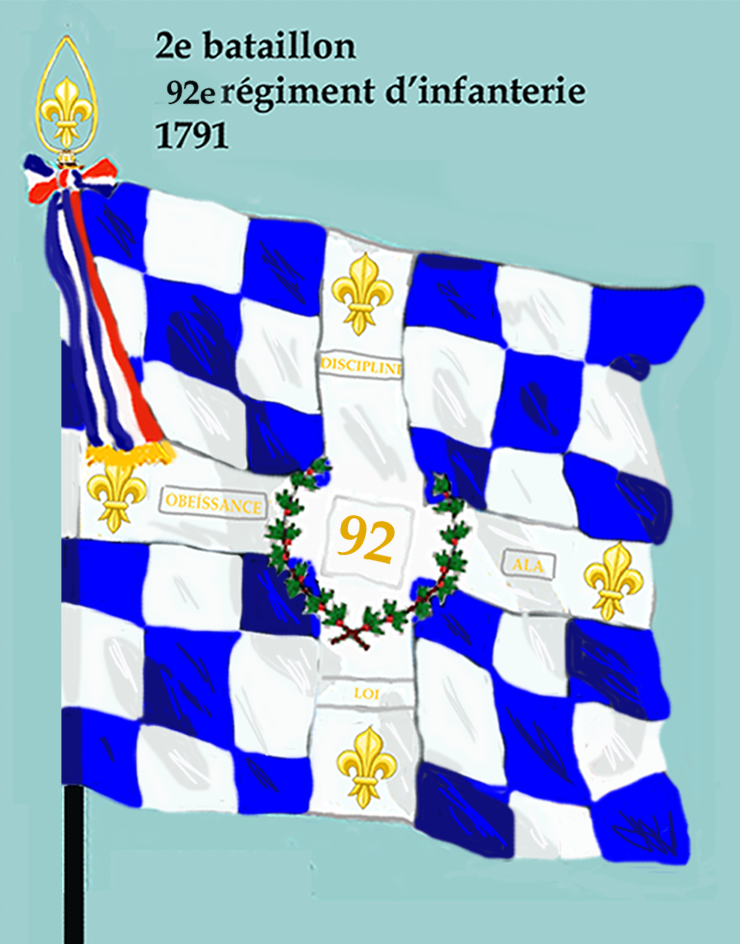
Drapeau du 2e bataillon du 92e régiment d'infanterie de ligne de 1791 à 1793

92e régiment d'infanterie (ci-devant Walsh)
- 1er janvier 1791 : à la Révolution, tous les régiments prennent un nom composé du nom de leur arme avec un numéro d'ordre donné selon leur ancienneté. Le régiment de Walsh devient le 92e régiment d'infanterie de ligne (ci-devant Walsh)

1792 : Bataille de Verdun
1793 : Bataille d'Hondschoote
92e demi-brigade de première formation
- Février 1794 : Devient la 92e demi-brigade de première formation, par l'amalgame des
  - 2e bataillon du 46e régiment d'infanterie (ci-devant Bretagne)
  - 2e bataillon de volontaires d'Eure-et-Loir
  - 5e bataillon de volontaires de la Haute-Saône

1795 : siège de Mayence, bataille de Pfrimm et de Hochstett
92e demi-brigade de deuxième formation
- 16 floréal an IV (5 avril 1796) : la 92e demi-brigade d'infanterie de deuxième formation est reformée à partir des unités suivantes :
  - 71e demi-brigade de première formation (1er bataillon du 36e régiment d'infanterie (ci-devant Anjou), 2e bataillon de volontaires de la Meuse et 13e bataillon des Fédérés Nationaux)
  - 3e bataillon de la 177e demi-brigade de première formation (1er bataillon du 99e régiment d'infanterie (ci-devant Royal-Deux-Ponts), 1er bataillon de volontaires du Haut-Rhin et 3e bataillon de volontaires du Bas-Rhin)
  - 3e bataillon de la 181e demi-brigade de première formation (1er bataillon du 103e régiment d'infanterie, 1er bataillon de volontaires de Rhône-et-Loire et 9e bataillon bis de volontaires de Paris également appelé bataillon de l'Arsenal)

1796 : Neuwied, Amberg, Wurtzbourg, La Lahn, et Steinberg
1799 : Vérone, Villafranca, Trebbia, Novi, Fossano, Monte-Cassel, siège de Pizzighettone, Sassello, Montecreto, et Gênes
92e régiment d'infanterie de ligne
Le 92e régiment d'infanterie de ligne est formé à 4 bataillons avec les :
- 92e demi-brigade de deuxième formation (2 bataillons)
- 98e demi-brigade de deuxième formation (2 bataillons)

1805 : bataille d'Ulm
1809 : Sacille, La Piave, L'Isonzo, Gratz, et Wagram
1812 : Ostrowno, La Moskowa, Maloyaroslavets, Wiasma, Krasnoï, et Beresina
1813 : Glogau, Feistritz, Kraimbourg, Bassano, et Caldiero
1814 : Mincio, Parme et Reggio
Par ordonnance du 12 mai 1814, pendant la Première Restauration, le 92e régiment prend le no 76.
À son retour de l'île d'Elbe, le 1er mars 1815, Napoléon Ier prend, le 20 avril 1815, un décret qui rend aux anciens régiments d'infanterie de ligne les numéros qu'ils avaient perdus. Pendant les Cent-Jours, il reprend le no 92.
1815 : Ligny et bataille de Waterloo
A la Seconde Restauration il est licencié, comme l'ensemble de l'armée napoléonienne, à Bourges le 7 juillet 1815.
Lors de la réorganisation des corps d'infanterie français en 1820, le 92e régiment d'infanterie de ligne n'est pas créé et le no 92 disparait jusqu'en 1854.

### 1854-1870
Le décret du 24 octobre 1854 réorganise les régiments d'infanterie légère les corps de l'armée française. À cet effet, le 17e régiment d'infanterie légère prend le numéro 92 et devient le 92e régiment d'infanterie de ligne'.
Au lendemain de la guerre de Crimée, le 1er janvier 1855, sous l'impulsion de Napoléon III, les 25 régiments d'infanterie légère sont transformés en régiments d'infanteries de lignes et viennent s'ajouter aux 75 régiments existants portant le nombre de ses régiments à 100. Le 17e régiment d'infanterie légère devient le 92e régiment d'infanterie de ligne. La fin de l'infanterie légère est due à la création des bataillons de chasseurs à pied par le duc d'Orléans, en 1840.
Par décret du 2 mai 1859, le 92e régiment d'infanterie fournit 1 compagnie pour former le 101e régiment d'infanterie de ligne.

### 1870-1871
En 1870, à peine revenu de sa seconde expédition en Algérie, le 92e RI est engagé dans le conflit opposant La France et l'Allemagne depuis quelques mois.
Le 18 décembre, le 92e R.I fait ses débuts dans le conflit en entrant dans Gien que les Allemands évacuent. Le régiment fait partie de l'armée de l'est commandée par le Général Bourbaki. Cette armée a reçu pour mission de dégager Belfort. Le 9 janvier 1871, le 92e R.I arrive le soir aux abords de Villersexel. Dans la nuit du 9 au 10 janvier, le régiment livre bataille dans cette cité. Il participe à l'assaut de la ville, plus précisément chargé de l'attaque du château de Grammont. Il réussit à repousser les Allemands à la baïonnette alors que le château est en feu. Le 92e R.I réussit à libérer 120 prisonniers français. D'autres compagnies pénètrent dans Villersexel. Il vient de participer à l'une des rares victoires françaises de cette guerre. il s'illustre aussi à la bataille des 3 jours de Lisaine.
- 1er février 1871 - Combat de la Cluse et passage en Suisse

Curieuse campagne qui se solde par un échec alors que le régiment n'a jamais été battu sur le terrain.

### 1872 - 1914

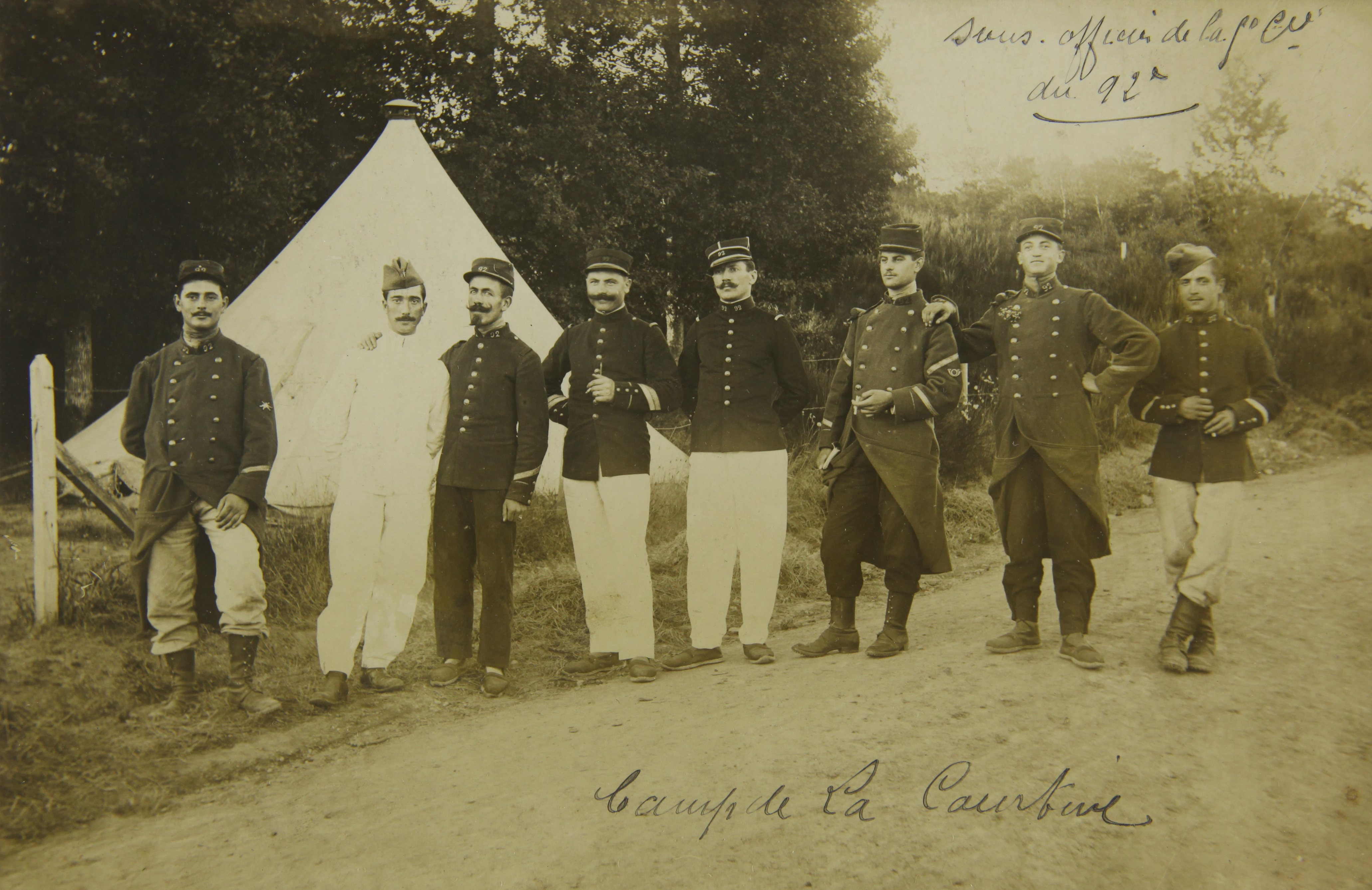
Les sous-officiers de la 5e compagnie au camp de La Courtine vers 1912-1914.

- 15 octobre 1881 - Le 92e régiment d'Infanterie s'installe à Clermont-Ferrand au quartier d'Assas.

### Première Guerre mondiale

#### 1914

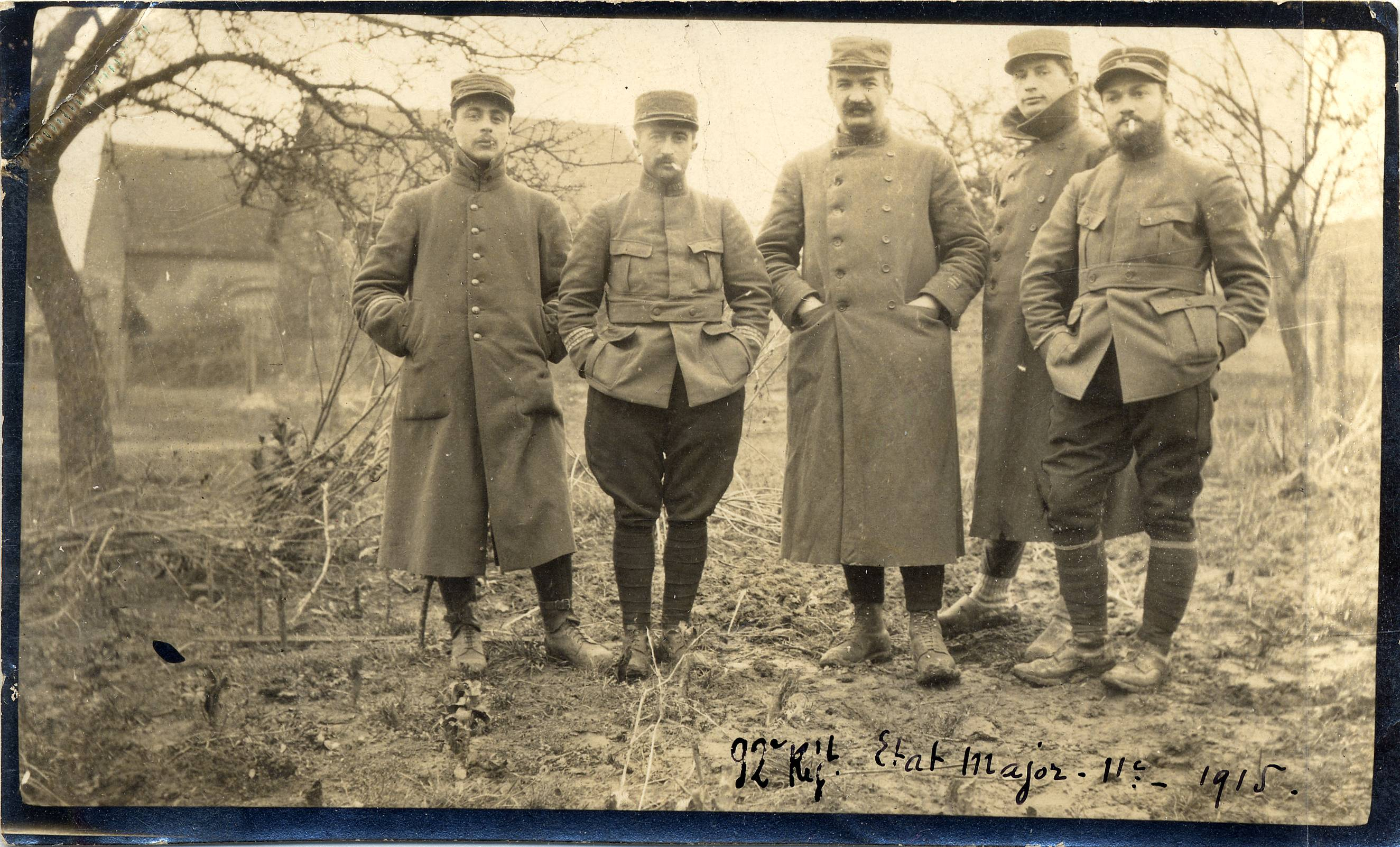
État-major de la 11e compagnie.

En 1914, le régiment a pour casernement Clermont-Ferrand, il fait partie de la 52e brigade de la 26e division d'infanterie du 13e corps d'armée. Il est incorporé dans la 26e division d'infanterie d'août 1914 à novembre 1918.
Le régiment est engagé dans les Vosges dès le 9 août 1914 puis participe à la bataille de la Marne.
En novembre, il est en Belgique. Le 13, au nord de Zounebecke (Ypres), il enlève d'un allant magnifique[style à revoir] une importante position ennemie, au prix de plusieurs vies.

#### 1915

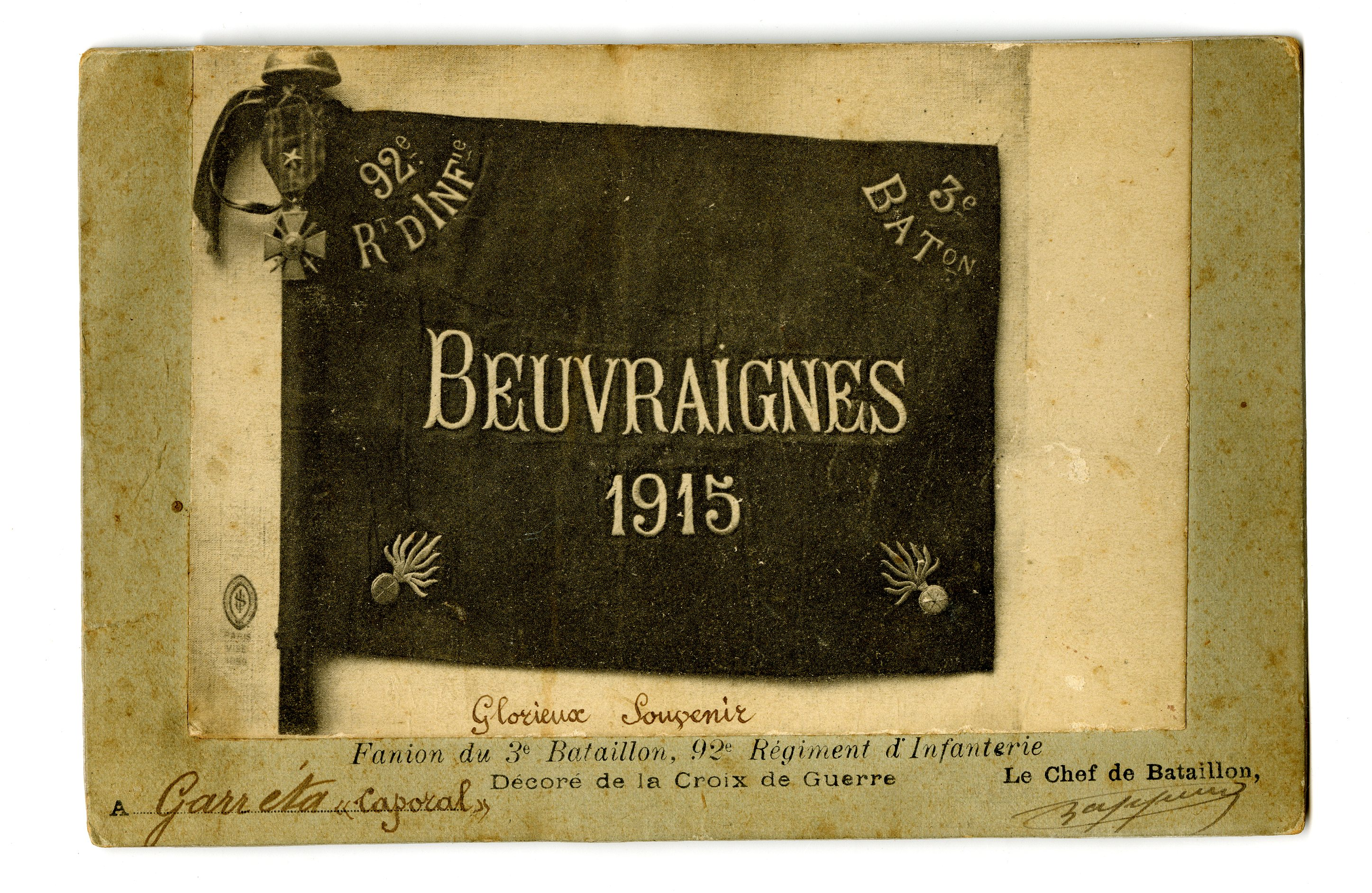
Photographie du fanion du 3e bataillon du, décoré de la croix de guerre en 1915.

Le 3e bataillon du régiment gagne la première citation à Beuvraignes. Celle-ci est la seule à l'ordre de la division, l'année 1916 verra le régiment en apporter d'autres, mais à l'ordre de l'armée.

#### 1916
En 1916, le 92e est engagé dans la bataille de Verdun. Le 7 mars, il reçoit l'ordre de reprendre le bois des Corbeaux. Le 8 à 7 heures, l'attaque débouche; Le Lieutenant-Colonel Macker participe à l'assaut à la tête de son régiment : l'adversaire est refoulé du bois des Corbeaux. Pendant deux jours, des concentrations d'artillerie et de furieuses contre-attaques allemandes causent des pertes sévères au régiment. Le 10 mars, le chef de corps est tué. Il ne reste plus que trois officiers et une centaine d'hommes qui, sur ordre, se replient sur les pentes du Mort-Homme.
Ce fait d'armes vaut au régiment une citation à l'ordre de l'armée.
En septembre 1916, le 92e participe à la bataille de la Somme. Le 6, il reçoit l'ordre de s'emparer de la position ennemie de Chaulnes, après une lutte sanglante, au corps à corps, le courage et la ténacité du 92e triomphent.
Le régiment vient de gagner une nouvelle citation. Son drapeau, l'un des premiers à être décorés de la fourragère, est présent à Paris pour le 14 juillet 1917.

#### 1917
En août 1917, le régiment est de nouveau engagé à Verdun. Le 20 il s'élance à l'assaut et enlève la côte 304. Les Allemands subissent de lourdes pertes, abandonnant 200 prisonniers et plusieurs mitrailleuses.
Une troisième citation à l'ordre de l'armée récompense ce glorieux fait d'armes.

#### 1918
En mai 1918, le 92e est dirigé sur l'Ourcq où, pendant plusieurs jours, il contient de violentes attaques ennemies.
Reformé dans la région de Bar-le-Duc, il participe en juillet à la victorieuse contre-offensive sur le front de Reims, puis en septembre à l'attaque américaine sur Saint-Mihiel.
Le 92e régiment d'infanterie achève la guerre à Verdun dans un secteur où il s'est couvert de gloire[style à revoir].

### Entre-deux-guerres
Le 28 août 1919, le 92e retrouve sa ville de Clermont-Ferrand et le quartier d'Assas.
- En mars 1928 : Le régiment appartient à la 25e division d'infanterie. Il est organisé en trois bataillons. Deux bataillons sont localisés à Clermont-Ferrand alors que le troisième est stationné à Riom.

Deux compagnies supplémentaires sont présentes une compagnie de service, la CHR et une compagnie qui s'occupe des engins et des transmissions : la CET. L'état-majors est dirigé par le chef de corps, assisté dans ses fonctions par deux Lieutenants-Colonels chargés l'un de l'instruction des recrues, l'autre de l'administration du régiment.
- En 1935, le 92e RI est envoyé à Paris pour faire du maintien de l'ordre, lors de la grève de la banque de France[précision nécessaire], mais il n'intervient pas dans le conflit.
- En 1936, son insigne régimentaire est créé. La présence du plateau de Gergovie tout proche de sa ville de garnison explique la présence de la tête de Vercingétorix, héros de la résistance gauloise contre l'envahisseur romain.
- En 1939, un détachement est envoyé à la frontière espagnole franquiste qui inquiète le gouvernement Daladier.
- La mise en place d'équipement et de matériels nouveaux ne prendra effet qu'à la veille de la Seconde Guerre mondiale[réf. nécessaire]. Le canon de 25 mm anti-char fit son apparition en 1935. Le régiment s'équipe à partir de 1937 de chenillettes UE de ravitaillement en munition, de mortier de 81 mm et de transmissions modernes. Les chevaux sont toujours présents en 1939.

### Seconde Guerre mondiale
- Le 10 mai 1940 le 92e régiment d'infanterie motorisée sous les ordres du colonel Damidaux, fait partie de la 25e division d'infanterie motorisée (25e DIM) du général Molinié dont le QG est situé à Dehlingen. La 25e DIM faisant partie du 1er corps d'armée motorisé (Ier CA) du général de division Sciard. il entre en Belgique, où il se trouve bientôt aux prises avec un ennemi cuirassé, supérieur en nombre et en matériel. Talonné par l’avance allemande, il prend part aux durs combats des débouchés nord d’Anvers et fait face avec la 25e DIM à l’effort principal de l’ennemi. Opiniâtrement accroché au sol, sous les feux de l’aviation adverse, il réagit par de violentes contre-attaques.

Il participe à Wavrechain sous Faulx (Nord) à la bataille de l'Escaut avec les 45e et 121e RI. Au cours de la retraite sur Dunkerque, il est encerclé du 25 au 30 mai 1940 dans les faubourgs de Lille par des forces ennemies considérables. Malgré des pertes très lourdes, il résiste pendant quatre jours, jusqu’à épuisement de ses munitions.
- Un groupe d’officiers, de sous-officiers et de soldats réussit à se frayer un passage sur Dunkerque et à embarquer avec le drapeau sur le torpilleur Siroco. Mais le navire est coulé corps et biens, engloutissant avec lui l'emblème et sa garde. La conduite du régiment au cours de ces combats lui vaut une citation à l’ordre de l’Armée.

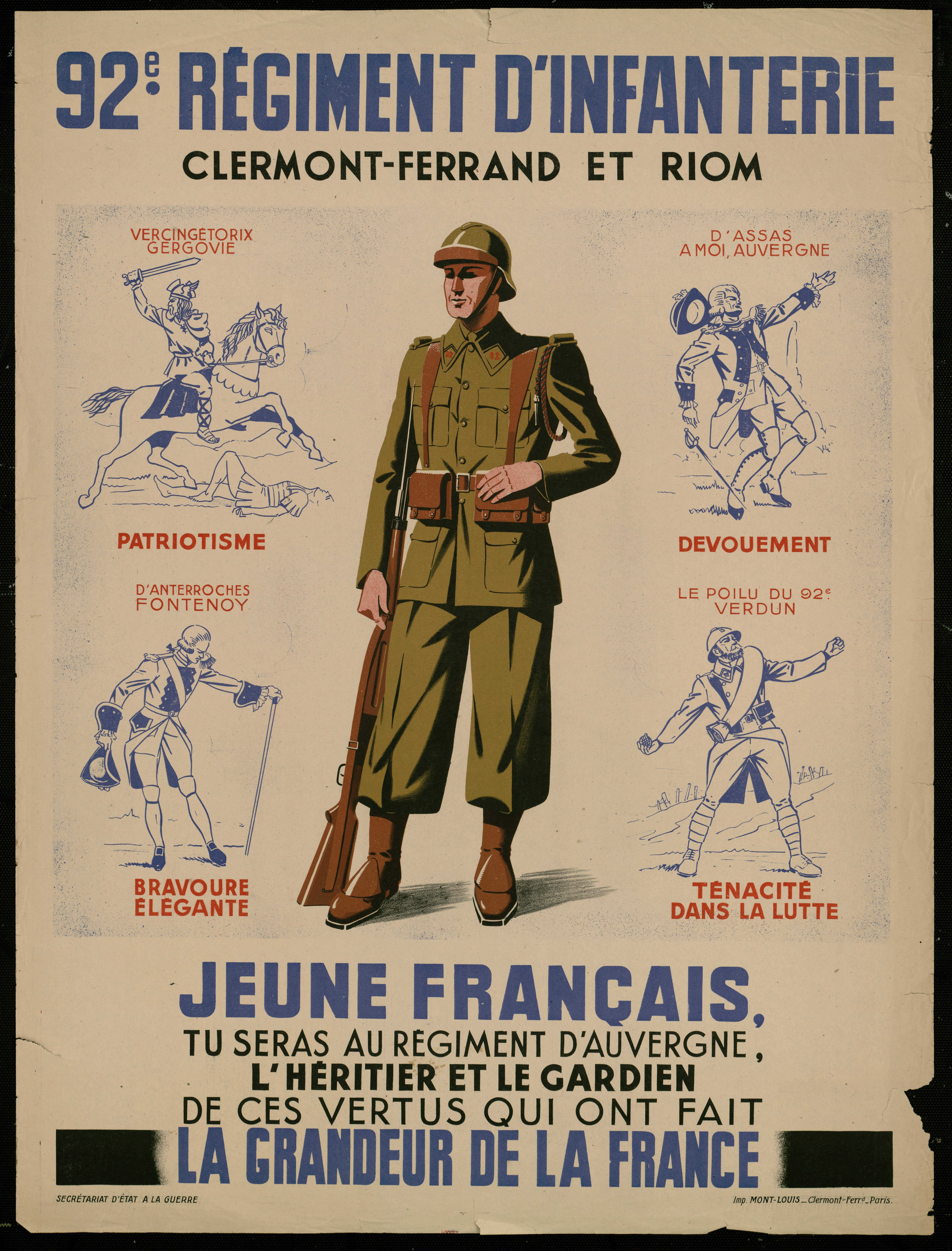
Affiche de recrutement pour le sous Vichy.

- Le 1er septembre 1940, le 92e RI est reformé à Clermont-Ferrand au sein de l'Armée de Vichy.
- En 1942, l'armée allemande qui occupe déjà la partie nord de la France, envahit tout le pays. Le régiment est dissous, mais son nouveau drapeau et ses fanions ont été camouflés avant que l’ennemi ne vienne occuper le quartier d’Assas.
- En septembre 1944, constituée de jeunes maquisards ayant participé aux combats des Monts d’Auvergne, en particulier à ceux de Mont Mouchet, la 1re colonne rapide d’Auvergne s’installe au quartier d’Assas et devient, par décision ministérielle, le 1er bataillon du 92e RI.

### 1945 à nos jours
- Fin 1945-début 1946 le 92e RI s'installe en garnison dans la caserne du Quartier Desaix située rue Auger, à Clermont-Ferrand. Il prend la place du 16e régiment d'artillerie qui n'a conservé qu'un seul bâtiment du quartier d'Assas, occupé aujourd'hui par les 1re et 2e compagnies.

Jusqu'en juillet 1969, deux régiments se partagent le quartier : le 92e RI mais aussi le 121e RI installé dans les bâtiments situés à l'est de la place d'armes. Ce régiment n'existe plus aujourd'hui.
- Durant la guerre d'Algérie, le régiment devient le centre d'instruction 92. Il forme et entraîne des hommes qui constituent après une période de formation, des bataillons de marche destinés à maintenir l'ordre en Afrique du Nord. Il envoie ainsi des soldats en Tunisie à partir de 1954 puis surtout en Algérie. D'autres éléments constitutifs de ces bataillons sont également formés à Montluçon où le 92e possède une unité.
- En 1964, le régiment devient régiment d'infanterie de défense opérationnelle du territoire.
- En 1976, il intègre la 14e division d'infanterie dont le siège est à Lyon.
- Le 1er juillet 1984, le régiment change de rattachement hiérarchique, il quitte la 14e DI pour la 15e division d'infanterie dont l'état-major est à Limoges.
- De 1994 à 1999 c'est un régiment d'infanterie alpin de la 27e division d'infanterie de montagne, au sein du 3e corps d'armée, le 92e RI est équipé en véhicules de l'avant blindés (en dotation depuis le tournant des années 80) mais aussi d'engins chenillés de type Hägglunds. Il est apte à combattre dans tous les milieux et plus particulièrement en zone montagneuse.

Il peut être engagé dans toutes les missions où la rapidité d'action et le contrôle continu du terrain dominent, allant de l'engagement total face à un ennemi blindé mécanisé, aux actions de combat plus ponctuelles en milieux froids et hostiles, ainsi que des actions humanitaires ou de maintien de la paix partout dans le monde.
1 200 hommes répartis en :
- 4 compagnies de combat ;

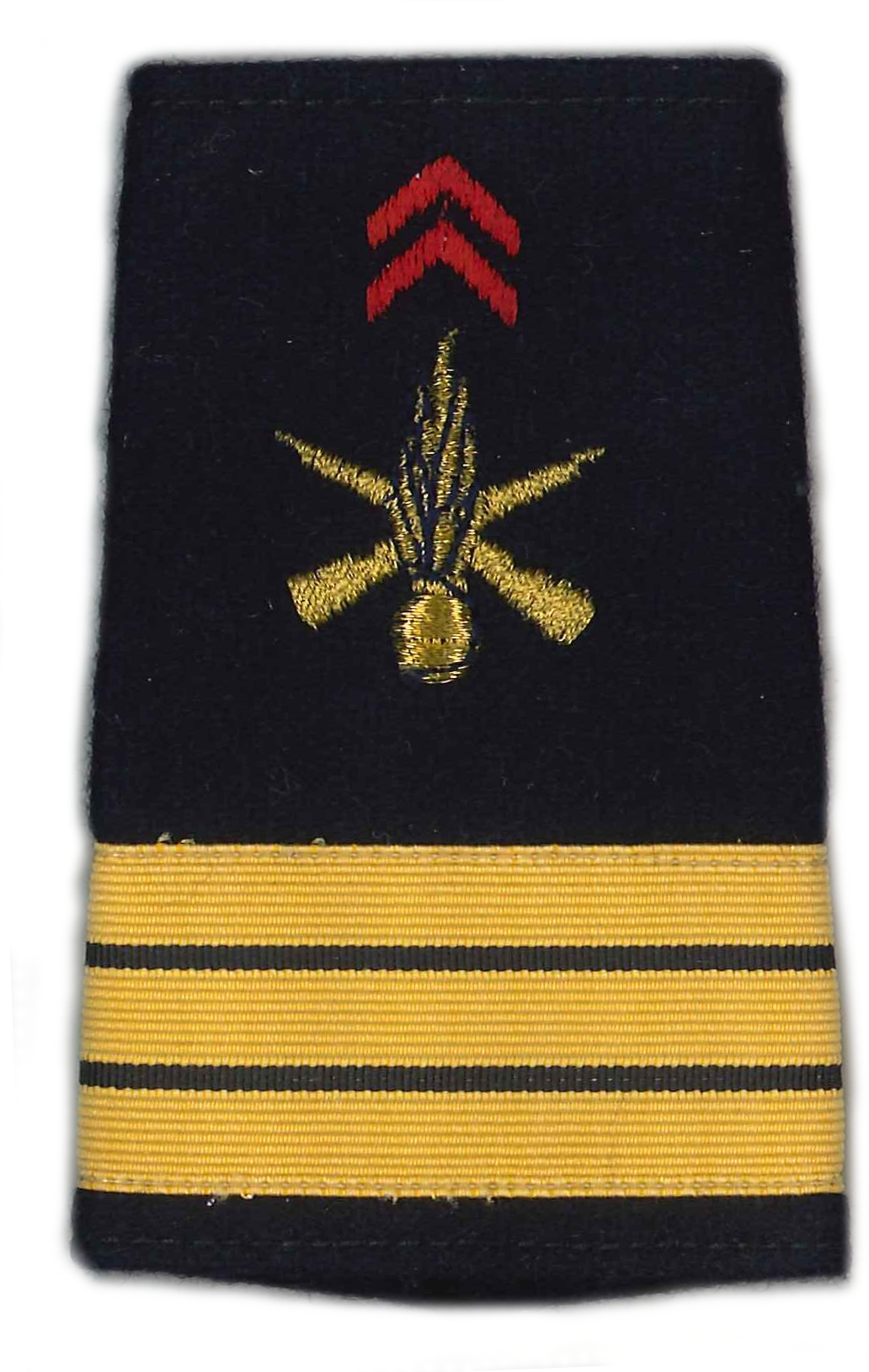
Fourreau d'épaules de l'infanterie au grade de capitaine.

- 1 compagnie d’éclairage et d’appui :
- 1 compagnie antichars ;
- 1 compagnie de commandement et de logistique ;
- 1 compagnie de défense et d’instruction.
- À partir de 2000 le régiment d'infanterie appartient à la 3e brigade légère blindée. Équipé de 65 véhicules de combat blindés, chenillés (AMX-10 P), ils sont progressivement remplacés à partir de 2009 par le VBCI. Cette unité de l'armée de terre, riche d'une culture du combat mécanisé, peut être engagée partout dans le monde, dans toute mission où la rapidité d'action et le contrôle continu du terrain dominent, allant de l'engagement dit de haute intensité face à un ennemi blindé mécanisé, aux actions de combat plus ponctuelles en milieux hostiles, dites actions de basse intensité, passant inévitablement par des opérations à caractère humanitaire ou de maintien de la paix. Il mène le combat depuis les préliminaires jusqu'à l'action finale.

Sa structure a progressivement évolué en abandonnant au profit du Groupement de Soutien de la Base de Défense (GSBdD) les fonctions dite du socle (administration financière, Direction des ressources humaines, des essences, de l'infrastructure), Son Service Médical est devenu Centre Médical des Armées de Clermont-Ferrand.
Il est alors organisé au plus près de sa fonction opérationnelle avec :
- 5 compagnies de combat mécanisées. Matériel majeur le VBCI ;
- 1 compagnie d’éclairage et d’appui. Matériel majeur le VBL ;
- 1 compagnie de commandement et de logistique ;
- 2 compagnies de réserve.

En 2012, le monument aux morts qui se trouvait au quartier D'Assas, est reconstruit au quartier Desaix. il est inauguré le 15 mars 2012 en présence des plus hautes autorités civiles et militaires de la région auvergnate.

### Missions extérieures
- Chaque année, au minimum une compagnie est engagée pour une mission de quatre mois.
- Au Liban en 1982-1993, en 2008, 2009, 2011 et 2014 ;
- Au ex-Yougoslavie en 1992 ;
- Au Kosovo en 2000-2001-2002-2003-2009 ;
- À  La Réunion en 2002 ;
- En Cote d'IVOIRE en 2003,2005,2007 Opération Licorne ;
- En Afghanistan en 2002 et 2011, avec OMLT en 2010 et 2011. En 2012, le régiment est déployé sous la forme d'un GTIA sur la FOB SUROBI qu'il ferme et rend à l'armée afghane (ANA) le 31 juillet 2012. Il est redéployé en partie par la suite, sur la FOB WARHOUSE à Kaboul, et une section VBCI engagée en même temps avec le GTIA d'ACIER en KAPISA ;
- En Guyane en 2002-2004-2006-2008 ;
- En Guadeloupe en 2003
- En Corse en 1987 " lutte anti incendie" ;
- En Nouvelle-Calédonie en 1986 et 2005 ;
- Au Kurdistan en 1988 ;
- Au Tchad 1985 et 2006 ;
- En France plan Polmar au naufrage de l'Erika, plan Orsec catastrophes naturelles, ainsi que Vigipirate ;
- Au Mali en 2013 Opération Serval[2] ;
- En Centrafrique 2003 et en 2014 Opération Sangaris[2].
- Depuis 2014, le régiment d'auvergne est engagé sur bon nombre de missions (ex. Chammal, Lynx, Barkhane...).

## Traditions

### Drapeau

Drapeau du 92e Régiment d'infanterie

Il porte, cousues en lettres d'or dans ses plis, neuf noms de batailles :
- Rivoli 1797
- Austerlitz 1805
- Iéna 1806
- Constantine 1837
- Ypres 1914
- Verdun 1916-1917
- La Somme 1916
- L'Ourcq 1918
- Résistance Auvergne 1944

### Décorations et distinctions
Le 92e R.I. est titulaire de six citations à l’ordre de l’armée.
Le régiment reçoit la Croix de guerre 1914-1918 avec les trois premières citations à l'ordre de l'armée le 14 juillet 1917. Il est décoré de la Croix de guerre 1939-1945 avec la quatrième citation à l'ordre de l'armée au cours de la campagne de France 1940.
Le régiment est décoré de la croix de la valeur militaire avec deux palmes dont une pour l'Afghanistan (2012) et la seconde pour l'opération au Mali (2013) officielle depuis le 28 juin 2014, pour cette dernière.
Il a le droit au port de la fourragère aux couleurs du ruban de la croix de guerre 1914-1918.

### Devise
Debout soldats d'Auvergne ; debout ça va barder ! À moi...! Auvergne !

## Le régiment aujourd'hui
Les données suivantes datent de l'année 2018. Le 92e Régiment d'Infanterie est aujourd'hui stationné au Quartier Desaix, 1 Rue Auger à Clermont-Ferrand.

### Subordinations
Le régiment est subordonné à la 2e brigade blindé de la 3e division.

### Composition
Le régiment emploie plus de 1000 personnels, plus d’une centaine de réservistes, répartis sur huit compagnies :
- La 1re Compagnie de combat mécanisée, dite "La Vieille Garde" ou "les Grognards", couleur bleue ;
- La 2e Compagnie de combat mécanisée, dite "Les Gorilles", couleur rouge ;
- La 3e Compagnie de combat mécanisée, dite "Les Lynx", couleur jaune ;
- La 4e Compagnie de combat mécanisée, dite "Les Rapaces", couleur verte ;
- La 5e Compagnie de combat mécanisée, dite "Les Grizzli", couleur bleu et rouge, créée en 2016 ;
- La Compagnie d'Appui, dite "Les Griffons", couleur noire ;
- La Compagnie de Commandement et de Logistique, dite "Les Pélicans", couleur blanche ;
- La 6e Compagnie de réserve, dite "Les Panthères", couleur blanche et rouge, ancienne 5e Compagnie aux couleurs bleue et rouge et qui avait pour insigne le corbeau ;
- La 7e Compagnie de réserve, dite "Les Sangliers", couleur jaune et rouge, créée en juin 2018 à partir d’éléments de la 6e Compagnie.

### Fonctionnement
Les cinq compagnies de combat sur VBCI sont chacune composée d'une section de commandement (appelée SK), de trois sections de combat (S1, S2 et S3) et d'une section d'appui (S4 ou SAPP). Les sections de combat sont armées de lance missiles Eryx, d'AT4CS, de mitrailleuses légères Minimi et de tireurs de précision armés de fusil FRF2. La section d'appui est armée de mitrailleuses MAG 58, de lance missiles MILAN et de mortier de 81mm.
Les compagnies de réserve opérationnelle, aussi appelée UIR1 et 2 (Unité d'Intervention de Réserve), sont composées d'une section de commandement et de quatre sections de combat (S1 à S4) équipé  avec les matériels prêtés par les différentes unités du régiment (prioritairement CCL) pour leurs missions d'instructions et de renforcement des compagnies de combat (ex: sentinelle)
La compagnie d'appui (abrégé CA) regroupe les sections d'armes spéciales du régiment. Elle est composée d'une SK, d'une section d'aide aux éléments débarquées (SAED), sur VBL, qui assure la protection du Chef de Corps et de l'état major, d'une section anti-char (SAC) pouvant tirer 12 missiles MILAN simultanément, et d'une section des tireurs d'élite (STE) regroupant les tireurs d'élite armés de fusils de 12,7 mm PGM Hécate II et une partie des tireurs de précision sur FRF2 de 7,62 mm. Anciennement, la CA était appelée CEA, compagnie d'éclairage et d'appui, car elle disposait d'une section de reconnaissance régimentaire (SRR) qui a été supprimé en 2015. La CEA disposait aussi de mortiers de 120mm dans la section appui mortiers (SAM), qui a elle aussi été supprimée avec la redistribution des mortier de 120 vers les régiments d’artillerie.
La compagnie de commandement et de logistique (abrégé CCL) regroupe le soutien nécessaire au fonctionnement et au déploiement du régiment : l'état major, la section de transmission, les éléments de ravitaillement, de logistique, d'administration, de maintenance, de réparation etc. Pour remplir ses missions, la CCL utilise notamment de nombreux poids lourds, dont les GBC 180. Elle est composée de plus de personnels, officiers et sous-officiers que les autres compagnies.

### Matériels de dotation actuels

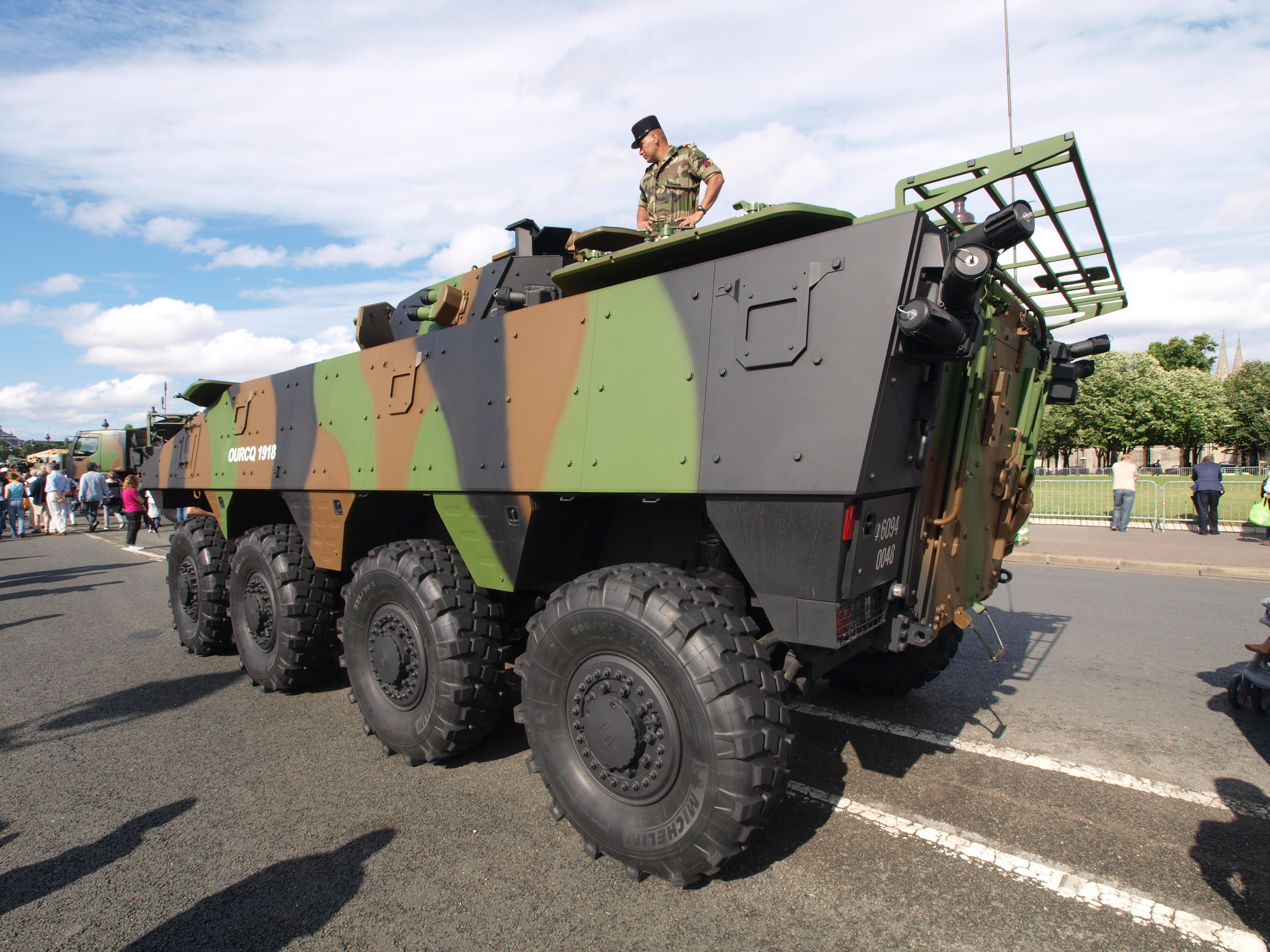
Un VBCI du lors du défilé militaire du 14 Juillet 2010.

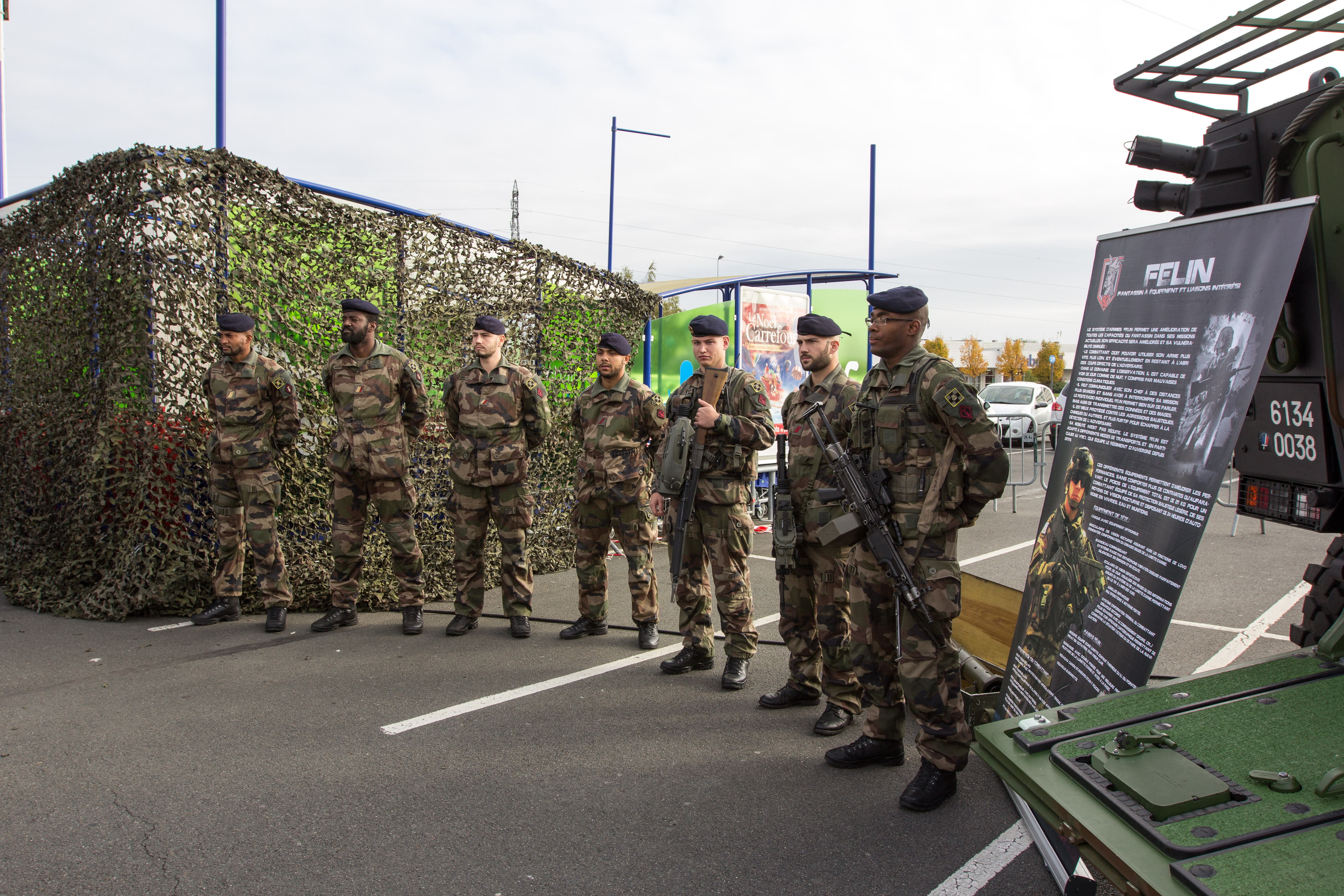
Militaires du 92e RI en 2014.

- 64 VBCI (Véhicule Blindé de Combat de l'Infanterie). 25 sont en service au Régiment, les autres sont pré-positionnés dans les camps d'entraînement et les plateformes de pré-déploiement opérationnel.
- 4 VAB, dont deux VAB SAN : véhicule de l'avant blindé équipés de tout le matériel nécessaire à l'évacuation des blessés de tout type.
- 8 VPC : Véhicule Poste de Commandement (VBCI dont la tourelle de tir a été remplacé par un mitrailleuse de 12,7 téléopérée) entièrement informatisé, il utilise les dernières technologies de numérisation du champ de bataille. Cinq sont en service permanent au Régiment, les trois autres sont pré-positionnés au parc d'entraînement.
- 29 VBL (véhicule blindé léger).
- 34 poids lourds (2,4 et 10 tonnes).
- 25 P4 (véhicule léger tout terrain), en cours de remplacement par les ACMAT VT4.
- Transmissions, optiques, optronique (PR4G, Lucie, Ugo, Sophie, JIMLR, Vector).
- Mitrailleuse 12,7 mm, Minimi, FRF2, PGM Hécate II, FAMAS, PAMAS, PAMAC...
- Milan, Eryx ; AT4CS.
- système Fantassin à équipement et Liaison Integrée (Félin).
- Plusieurs PVP

## Faits d'armes faisant particulièrement honneur au régiment
En Afghanistan, une équipe de tireurs d'élite de la deuxième compagnie du régiment a réussi un tir létal[Quand ?] à 1 667 mètres, ce qui est un record dans ce pays très escarpé.
Plus récemment, le 92e RI s'est illustré au Mali lors de l'Opération Serval, notamment dans les combats de Gao.

## Personnages célèbres ayant servi au92eRI
- Auguste Nicolas Lenoir
- Georges Pompidou, comme sous-lieutenant lors de son service militaire en 1933. Le régiment a eu pour marraine Claude Pompidou.